# Lousada
Lousada ist eine Kleinstadt (Vila) und ein Kreis (Concelho) in Portugal mit 47.364 Einwohnern (Stand 19. April 2021).

## Geschichte
Funde belegen eine vorgeschichtliche Besiedlung mindestens seit der Jungsteinzeit. Die Römer trafen hier um das 3. Jahrhundert v. Chr. auf eisenzeitliche Siedlungen, die sie im Zuge ihrer Landnahme ab dem 2. Jh. romanisierten. Eine Vielzahl Funde und Ausgrabungen von Wohnhäusern, Römerstraßen und Brücken zeigen eine relativ dichte römische Besiedlung des heutigen Kreisgebietes.
Erstmals offiziell dokumentiert wurde Lousada im 6. Jahrhundert n. Chr. Zuvor als São Salvador de Lousada bekannt, wurde der Ort bei den königlichen Erhebungen 1220 als Santa Margarida de Lousada geführt. Erste Stadtrechte erhielt Lousada 1514 durch König Manuel I., der den Ort zudem zur Vila erhob.
1708 erstreckte sich der Kreis Lousada über 12 Gemeinden. Durch Erweiterungen stieg die Zahl 1758 dann auf 18. Im Verlauf der Verwaltungsreformen nach der Liberalen Revolution 1822 wurde der Kreis Lousada 1836 aufgelöst. Ab 1838 wurde Lousada wieder eigenständig, mit seither 25 Gemeinden.

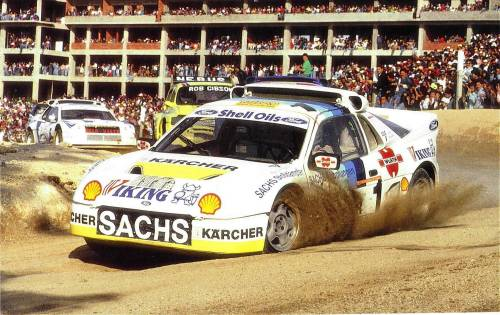
Foto von einem Rennen in Lousada

## Sport
Unmittelbar am Ortsrand von Lousada liegt der Eurocircuito de Lousada, eine kleine permanente Motorsport-Rennstrecke, auf der von 1991 bis 2008 (mit Ausnahme von 2007) alljährlich vor bis zu 20.000 Zuschauern Wertungsläufe zur FIA-Rallycross- und Autocross-Europameisterschaft vom heimischen Clube Automóvel de Lousada (CAL) veranstaltet wurden.
Weitere Sportvereine im Kreis sind der Juventude Hóquei Clube, die Associação Desportiva de Lousada, und der Aparecida Futebol Clube, neben anderen. Tennis und Karate-Modalitäten sind weitere sportliche Schwerpunkte im Kreis.
Mit den  Lousada Indoor Open fand 2023 das erste dieses internationalen Tennisturniers statt.

## Verwaltung

### Kreis
Lousada ist Sitz eines gleichnamigen Kreises. Die Nachbarkreise sind (im Uhrzeigersinn im Norden beginnend): Vizela, Felgueiras, Amarante, Penafiel, Paredes, Paços de Ferreira sowie Santo Tirso.
Mit der Gebietsreform im September 2013 wurden mehrere Gemeinden zu neuen Gemeinden zusammengefasst, sodass sich die Zahl der Gemeinden von zuvor 25 auf 15 verringerte.
Die folgenden Gemeinden (Freguesias) liegen im Kreis Lousada:

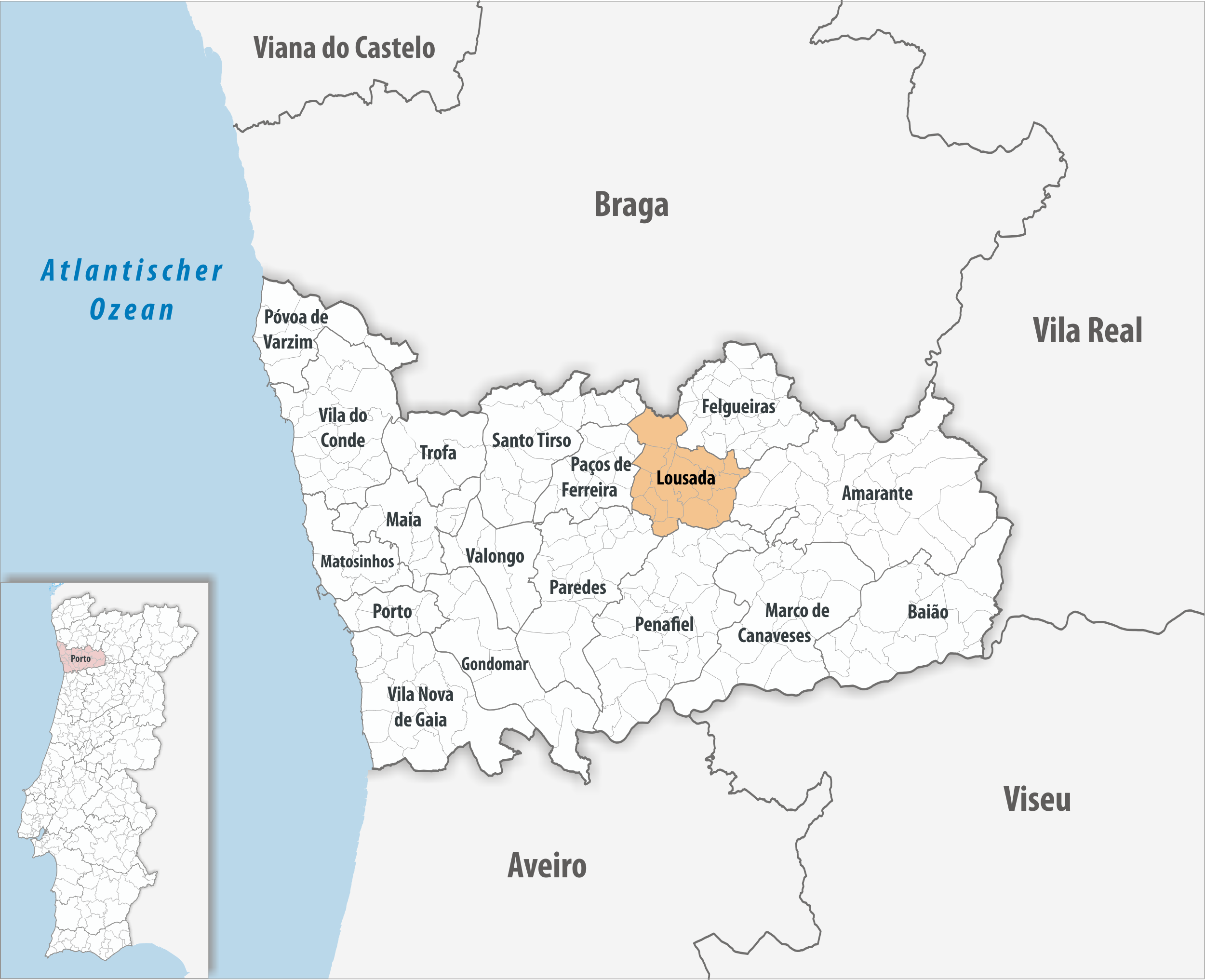
Kreis Lousada

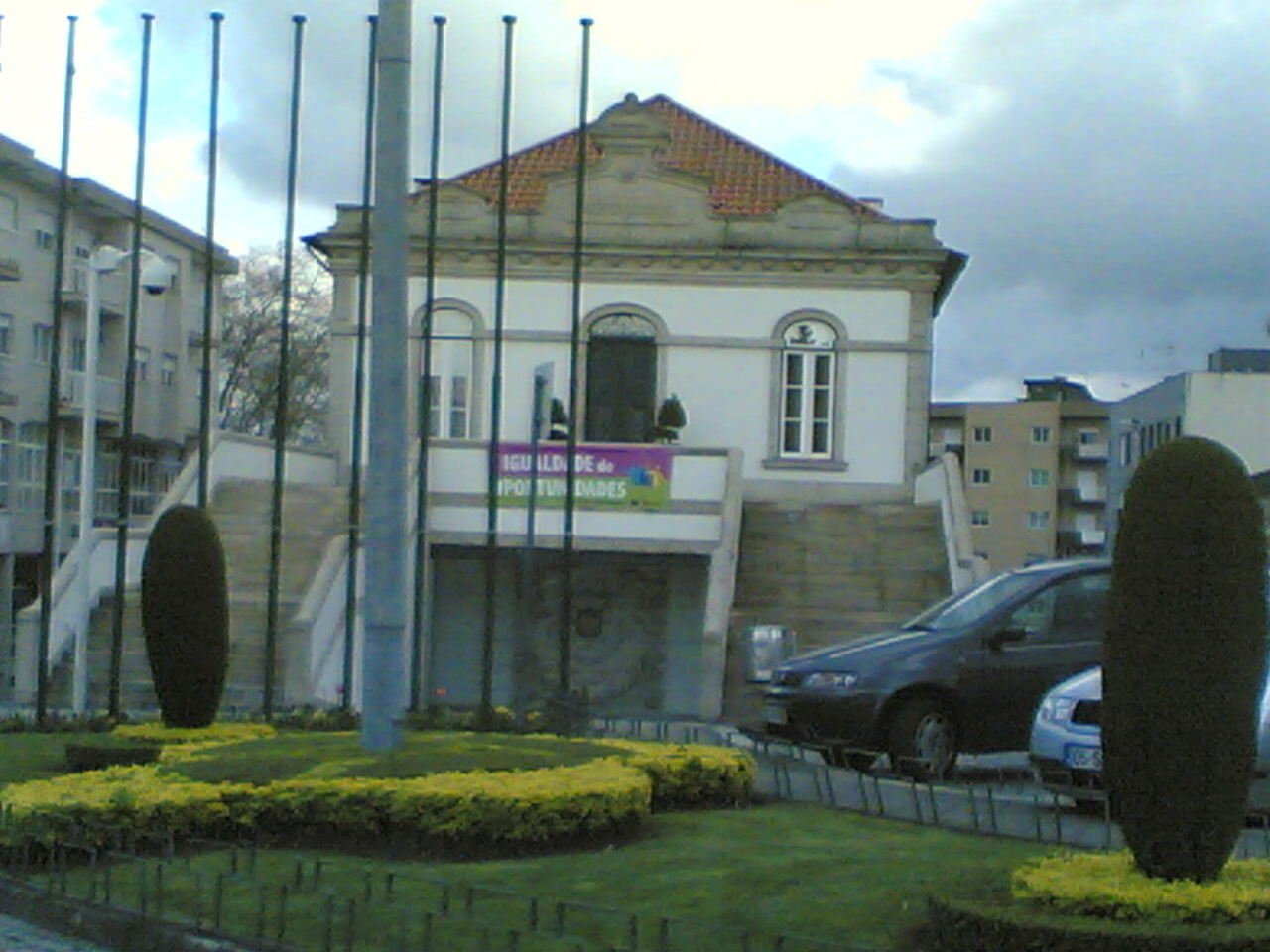
Das Rathaus (Câmara Municipal) von Lousada

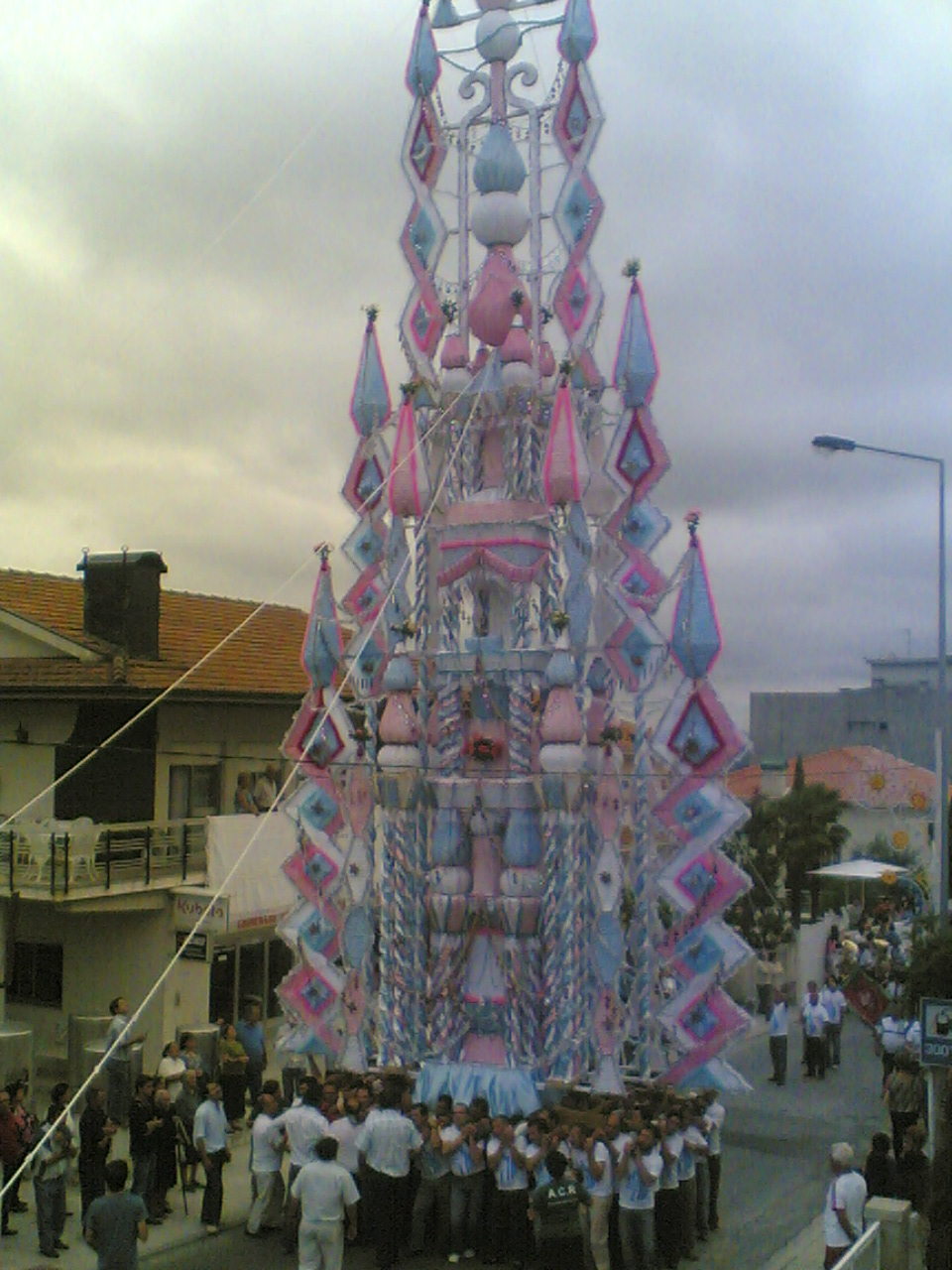
Beim großen Umzug (Andor Grande) während der alljährlich um den 15. August stattfindenden Feiern der Senhora Aparecida, in der Gemeinde Torno

| Gemeinde                             | Einwohner (2021) | Fläche km² | Dichte Einw./km² | LAU- Code |
| ------------------------------------ | ---------------- | ---------- | ---------------- | --------- |
| Aveleda                              | 2.127            | 3,81       | 558              | 130502    |
| Caíde de Rei                         | 2.423            | 6,73       | 360              | 130504    |
| Cernadelo e Lousada                  | 2.140            | 7,34       | 292              | 130527    |
| Cristelos, Boim e Ordem              | 7.552            | 10,36      | 729              | 130528    |
| Figueiras e Covas                    | 2.145            | 4,34       | 494              | 130529    |
| Lodares                              | 2.063            | 3,88       | 531              | 130510    |
| Lustosa e Barrosas                   | 5.815            | 15,90      | 366              | 130530    |
| Macieira                             | 1.285            | 1,55       | 830              | 130512    |
| Meinedo                              | 3.800            | 9,31       | 408              | 130513    |
| Nespereira e Casais                  | 3.434            | 4,67       | 736              | 130531    |
| Nevogilde                            | 2.451            | 3,44       | 713              | 130515    |
| Silvares, Pias, Nogueira e Alvarenga | 6.594            | 10,49      | 629              | 130532    |
| Sousela                              | 1.789            | 6,72       | 266              | 130524    |
| Torno                                | 2.451            | 3,75       | 653              | 130525    |
| Vilar do Torno e Alentém             | 1.295            | 3,77       | 343              | 130526    |
| Kreis Lousada                        | 47.364           | 96,06      | 493              | 1305      |

### Bevölkerungsentwicklung
| Einwohnerzahl im Kreis Lousada (1801–2011) | Einwohnerzahl im Kreis Lousada (1801–2011) | Einwohnerzahl im Kreis Lousada (1801–2011) | Einwohnerzahl im Kreis Lousada (1801–2011) | Einwohnerzahl im Kreis Lousada (1801–2011) | Einwohnerzahl im Kreis Lousada (1801–2011) | Einwohnerzahl im Kreis Lousada (1801–2011) | Einwohnerzahl im Kreis Lousada (1801–2011) | Einwohnerzahl im Kreis Lousada (1801–2011) | Einwohnerzahl im Kreis Lousada (1801–2011) |
| ------------------------------------------ | ------------------------------------------ | ------------------------------------------ | ------------------------------------------ | ------------------------------------------ | ------------------------------------------ | ------------------------------------------ | ------------------------------------------ | ------------------------------------------ | ------------------------------------------ |
| 1801                                       | 1849                                       | 1900                                       | 1930                                       | 1960                                       | 1981                                       | 1991                                       | 2001                                       | 2011                                       |                                            |
| 4412                                       | 10.550                                     | 16.539                                     | 19.436                                     | 27.947                                     | 37.904                                     | 42.502                                     | 44.712                                     | 48.225                                     |                                            |

### Kommunaler Feiertag
- Montag nach dem letzten Juli-Sonntag

### Städtepartnerschaften
- Frankreich: Tulle (seit 1995)
- Spanien: Errenteria, Baskenland (seit 1997)[5]

## Wirtschaft
Im Sekundärsektor hat, neben der Möbelfabrikation und der Schuhherstellung, vor allem die Textilindustrie hier wesentliche Bedeutung.
Im Primärsektor ist neben Forstwirtschaft und Holzverarbeitung vor allem die Landwirtschaft ein traditionell wichtiger Faktor im Kreis. Hier ist vor allem der Anbau von Mais, die Milchwirtschaft, und die Herstellung des Vinho Verde zu nennen, eine spezifisch nordportugiesische Weinspezialität. Auch Kartoffeln, Bohnen und Melonen sind bedeutende Anbauprodukte. Mais und Wein waren hier von je her besonders prägend, wie sich im Wappen des Ortes zeigt.

## Verkehr
Die Eisenbahnstrecke Linha do Douro führt durch die Gemeinde. Der etwa 6 km nördlich gelegenen Kreisstadt Lousada liegt der Haltepunkt von Meinedo dabei am nächsten.
Lousada liegt an der Autobahn A42, die hier auf die von Nord nach Süd verlaufende A11 trifft.

## Söhne und Töchter der Stadt
- Manuel da Cruz (1690–1764), Erzbischof von Maranhão, Brasilien
- António Augusto de Castro Meireles (1885–1942), Bischof auf den Azoren und danach in Porto
- Jorge Neto (* 1957), Politiker, Jurist und Hochschullehrer
- José Paulo Sousa da Silva (* 1975), Fußballspieler

## Nachweise
1. 1 2 3  www.ine.pt – Indikator Resident population by Place of residence and Sex; Decennial in der Datenbank des Instituto Nacional de Estatística
2. 1 2  Übersicht über Code-Zuordnungen von Freguesias auf epp.eurostat.ec.europa.eu
3. ↑  www.verportugal.net, abgerufen am 22. August 2013.
4. ↑  Veröffentlichung der administrativen Neuordnung im Gesetzesblatt Diário da República vom 28. Januar 2013, abgerufen am 16. März 2014.
5. ↑  www.anmp.pt, abgerufen am 22. August 2013.